# دون كووي
دون كووي (بالإنجليزية: Don Cowie)‏ هو متسابق يخت نيوزيلندي، ولد في 1962.

## وصلات خارجية
- دون كووي على موقع أوليمبيديا (الإنجليزية)
- دون كووي على موقع اللجنة الأولمبية النيوزيلندية (الإنجليزية)